# 镇紫街站
镇紫街站是位于重庆市綦江县东溪镇的一个铁路车站，建于1959年，有川黔铁路经过该站，现仅办理货运业务，车站及其上下行区间均已电气化。车站距离重庆站142公里，隶属成都铁路局，是四等站。